# Дилворт (Минесота)
Дилворт (енгл. Dilworth) град је у америчкој савезној држави Минесота.

## Демографија
По попису из 2010. године број становника је 4.024, што је 1.023 (34,1%) становника више него 2000. године.
| Група             | 2000.         | 2010.         |
| Белци             | 2.670 (89,0%) | 3.606 (89,6%) |
| Афроамериканци    | 1 (0,0%)      | 19 (0,5%)     |
| Азијати           | 6 (0,2%)      | 34 (0,8%)     |
| Хиспаноамериканци | 229 (7,6%)    | 229 (5,7%)    |
| Укупно            | 3.001         | 4.024         |